# Kkok odzse
A Kkok odzse (hangul: 꼭 어제, RR: Kkok eoje; angol nyelvű forrásokban néha Yesterday) Kim Dzsunszu (KIm Junsu) dél-koreai énekes XIA néven kiadott középlemeze, mely 2015. október 19-én jelent meg. Az első videóklipet az azonos című dalhoz forgatták. A lemezen nyolc dal szerepel, ebből három korábban kiadott dalok akusztikus verziója.

## Számlista
| #  | Cím                                                                          | Dalszöveg                                           | Zene                                           | Hossz |
| -- | ---------------------------------------------------------------------------- | --------------------------------------------------- | ---------------------------------------------- | ----- |
| 1. | 꼭 어제 (Kkok odzse (Kkok eoje) (Just Yesterday)                             | Lucia                                               | Lucia                                          | 04:35 |
| 2. | OeO (Feat. Giriboy)                                                          | XIA, J.Kimb, Giriboy                                | XIA, Csong Dzsejop (정재엽, Jeong Jae-yeop)    | 04:13 |
| 3. | Midnight show (Feat. Cheetah)                                                | XIA, Pak Il (박일, Park Il)                         | XIA, Pak Il (Park Il)                          | 03:20 |
| 4. | 토끼와 거북이 (Thokkiva kobugi (Tokkiwa geobugi) (The Rabbit and the Turtle) | Hö Dzsangnim (회장님, Hoe Jang-nim)                 | Hö Dzsangnim (Hoe Jang-nim)                    | 04:32 |
| 5. | 비단길 (Pidangil (Bidangil)) (Feat. BewhY) (Silk Road)                       | XIA, Kvon Bingi (권빈기, Kwon Bin-gi)               | XIA, Kvon Bingi (Kwon Bin-gi)                  | 03:08 |
| 6. | Tarantallegra (acoustic version)                                             | JUNO                                                | XIA                                            | 03:28 |
| 7. | Incredible (acoustic version)                                                | XIA, Bruce 'Automatic' Vanderveer, Ebony Cunningham | Bruce 'Automatic' Vanderveer, Ebony Cunningham | 04:21 |
| 8. | 꽃 (Kkot) (Flower)                                                           | XIA, Kim Thevan (김태완, Kim Tae-wan)               | XIA, Kim Thevan (Kim Tae-wan)                  | 04:05 |